# 艾合买提·孜亚依
艾合买提·孜亚依（維吾爾語：ئەھمەد زىيائى‎，拉丁维文：Ehmed Ziyaʼi，新维文：Əⱨməd Ziyaʼi；1913年—1989年10月），維吾爾族作家、詩人，新疆省喀什噶爾疏勒縣汗伊力克鄉人。民國37年（1948年）在新疆省選區當選第一屆立法委員。

## 生平
1913年出生在農民和知名宗教學者毛拉洪阿吉家庭，毛拉洪阿吉曾赴麥加和麥地那兩地學習回教知識長達十二年，成為一名知名的學者。返回故鄉後，於1920年建立經文學校，先後培養學生三千多名。當時，他的私人圖書室藏書已達一萬多冊。
阿合買提孜牙依是毛拉洪阿吉的次子，小時候受父親的教育，自幼酷愛文學，聰明好學。他除维吾尔语外，还精通阿拉伯語、波斯語和烏爾都語，熟讀用這些文字寫成的文學經典。

## 經歷
- 1935年11月至1943年在喀什《新生日報》從事翻譯和編輯工作，後任該報主編，此時改名為《喀什新疆日報》[1]
- 1943年調迪化《新疆日報》任編輯[2]
- 1944年3月被捕入獄，直到1946年6月被釋放。
- 1947年春返回喀什，負責《喀什日報》工作。
- 民國卅七年（1948年），當選新疆省立法委員，內政及地方自治委員會、財政及金融委員會、邊政委員會
- 1949年9月任喀什維文會副主任[3]
- 1957年至1960年間，在新疆作家協會從事古典文學研究工作。
- 1980年至1986年間，在新疆社會科學院從事《福樂智慧》的翻譯出版及研究工作。
- 1989年10月在乌鲁木齐去世[4]

## 文學創作
15歲時用波斯語寫了長詩《花與百靈鳥》。還寫了《愛情與生命》、《詩人的幻想》、《你喝的是誰的血》等詩和長詩《热比亚与赛丁》。著有中篇小說《拉達赫路上的商隊》（當時被譯成漢語、英語、烏爾都語等語），小說《九死一生的人》，話劇《汪精衛》和文章《良心的探討》等作品，並把《突厥語大詞典》、《福樂智慧》從古維吾爾文譯成現代維吾爾文。